# Dolnohodrušský tajch
Dolnohodrušský tajch nebo Dolní Hodrušský tajch nebo Hodrušské jezero je tajch v pohoří Štiavnické vrchy v katastrálním území obce Hodruša-Hámre v okresu Žarnovica. Je zapsán do Seznamu světového kulturního dědictví UNESCO jako jeden z objektů důlního území Banská Štiavnica a okolí. 

## Dějiny
Tajch vznikl pro potřeby hodrušského hornictví, hutnictví a úpravnictví po stížnostech na pokles průtoku Hodrušského potoka kvůli odváděním srážkových vod z Pohroní do povodí Ipľu. Systémem stružek napájí Vindšachtovný a Richňavský tajch.
Původně byla pro tyto účely naplánována oprava a zvětšení kapacity Horního Hodrušského tajchu. 7. června 1743 provedli za tím účelem obhlídku situace Samuel Mikovíny s adjunktem Matějem Zipserem. Zipser Mikovínyho přesvědčil k výstavbě nového, většího tajchu. Projekt byl Mikovínim zpracován bezodkladně a s přípravou na stavbu se začalo v témže měsíci. O rok později byla hráz vysoká již 14 metrů a práce se pro nedostatek financí zastavily a tajch byl uveden do provozu. Souběžně proběhla rekonstrukce Horního Hodrušského tajchu. Zvyšování hráze Dolního tajchu o 9 metrů na projektovanou výšku hladiny 20 m bylo provedeno až v roce 1786.
Tajch byl vícekrát opravován, roku 1786 se vyskytly poruchy výpustního zařízení, roku 1960 se opravoval vodní propad a hráz má tendenci sedat, což bylo řešeno dostavbami a opravami v letech 1824, 1966 a 2008. Generální rekonstrukce byla zahájena roku 2013.

## Využití
Dolní Hodrušský tajch zachycoval vody z propadu a z dnové výpusti Horního Hodrušského tajchu, z části Hodrušského potoka sbírající vody z kotliny Hölle - Peklisko, a také srážkové vody z úbočí pod Rabensteinem, které nemohl zachytit náhonný Královský vodní kanál šachty Michal vedený od Horního Hodrušského tajchu. Z dnové výpusti byly vody vypouštěny buď na náhon šachty Zipser (Jezerní), kde poháněly vodní čerpací a tažné zařízení šachty používané při ražení Hodrušské dědičné štoly (dědičná štola císaře Františka Lotrinského) a později při ražení Voznické dědičné štoly (dědičné štoly císaře Josefa). Náhon pak pokračoval úbočím Bärenleutenu nad Horní centrální štolu, kde později poháněl Peltonovu turbínu s dynamem na její osvětlování. Z toku Hodrušského potoka pod Dolním tajchem byly vody dopadající na množství vodních údělů (spádů) štol, dolů, hutí a mlýnů v Hodrušském údolí, které se v údolí táhly až po Žarnovici. Z nejvýznamnějších jmenujme Horní Hodrušský báňský závod a šachtu Lill, Horní centrální štolu, štoly Mikuláš, Finsterort, Leopold, Tiergarten, šachty na Voznické dědičné štole, Dolní Hodrušský báňský závod Schopfer a štoly a mlýny v Dolních Hamrech (dnes část obce Hodruša-Hámre). Samozřejmě i zde vody zadržené tajchy čerpaly vodu z hlubších částí dolů na úroveň dědičných štol a poháněly měchy hutí a hamrů na železné i vzácné kovy.

## Současnost
V současnosti je tajch ve správě Slovenského vodohospodářského podniku, jeho OZ Povodí Hronu. Do roku 1981 byl ve vlastnictví rudných dolů š.p. Banská Bystrica. Jeho vody zásobují dodnes fungující úpravnu Slovenskej banskej v Hodruši-Hámrech, která v dole Rozália dobývá a zpracovává drahokovy a polymetalické rudy. Tajch je oblíbeným místem relaxace a koupání obyvatel a rekreantů ze širokého okolí.

## Technické parametry
- Nadmořská výška koruny hráze: 528 m
- Objem: 641 000 m³
- Vodní plocha: 4,33 ha
- Délka koruny hráze: 199 m
- Šířka koruny hráze: max. 5,7 m
- Výška hráze: 22 m
- Maximální hloubka: 21 m

Typ hráze: zemní sypaná - heterogenní, konstrukce a členění hráze je stejné jako u tajchu Rozgrund
Délka přívodních (sběrných) stružek: Tajch měl krátkou sběrnou stružku, zachycující potůčky z bočních dolin směrem k Rabensteinu, dnes přebudovanou na chodník k autobusové zastávce U Honvédů dlouhý cca 700 m, v současnosti nefunkční
Délka náhonů: K stoupě Rabenstein cca 500 m, dále pokračoval k šachtě Lill v délce cca 1000 m, druhý k šachtě Zipser, pak k štole Horního Hodrušského důlního závodu přes Barenleuten cca 1500 m. Z toku Hodrušského potoka pod Dolním tajchem odváděly vody k hutím, dolům a stoupám mnohé náhony v úhrnné délce několika desítek kilometrů.